# Södermanlands läns valkrets
Södermanlands läns valkrets är vid val till riksdagen en egen valkrets. 

## Enkammarriksdagen
Vid det första valet till enkammarriksdagen 1970 hade valkretsen nio fasta mandat och två utjämningsmandat. Antalet fasta mandat har därefter varit oförändrade nio fram till 2014, och i valen 1979, 1982, 1991 och 1994 fick valkretsen därtill två utjämningsmandat (i övriga val fram till 1994 inga utjämningsmandat). I valet 2006 hade valkretsen nio fasta mandat och tre utjämningsmandat.
| 1970 | 1973 | 1976 | 1979 | 1982 | 1985 | 1988 | 1991 | 1994 | 1998 | 2002 | 2006 | 2010 | 2014 | 2018 |
| ---- | ---- | ---- | ---- | ---- | ---- | ---- | ---- | ---- | ---- | ---- | ---- | ---- | ---- | ---- |
| 9    | 9    | 9    | 9    | 9    | 9    | 9    | 9    | 9    | 9    | 9    | 9    | 9    | 9    | 9    |

### Ledamöter i enkammarriksdagen (listan ej komplett)

#### 1971–1973
- Carl Eric Hedin, m
- Gösta Karlsson, c
- Tage Sundkvist, c
- Bernt Ekinge, fp
- Sven Wedén, fp
- Sven Andersson, s (statsråd under mandatperioden)
- Bengt Gustavsson, s
- Tage Larfors, s
- Ingrid Ludvigsson, s
- Svante Lundkvist, s (statsråd under mandatperioden)
- Olle Svensson, s

#### 1974–1975/76
- Sven-Olov Träff, m
- Gösta Karlsson, c
- Tage Sundkvist, c
- Bernt Ekinge, fp
- Sven Andersson, s (statsråd under mandatperioden)
- Bengt Gustavsson, s
- Tage Larfors, s
- Ingrid Ludvigsson, s
- Svante Lundkvist, s (statsråd under mandatperioden)
  - Holger Bergman, s (ersättare 15/2 1974–1975/76)
  - Olle Svensson, s (ersättare 15/2 1974–1975/76)

#### 1976/77–1978/79
- Sven-Olov Träff, m
  - Per Westerberg, m (ersättare för Sven-Olov Träff 1/3–15/4 1977)
  - Per Westerberg, m (ersättare för Sven-Olov Träff 20/4–23/5 1978)
  - Per Westerberg, m (ersättare för Sven-Olov Träff 14/11–15/12 1978)
- Gösta Karlsson, c
- Tage Sundkvist, c
  - Carin Nygren, c (ersättare 7/11–17/12 1977)
- Bernt Ekinge, fp
- Sven Andersson, s (statsråd 4–8/10 1976)
- Bengt Gustavsson, s
- Ingrid Ludvigsson, s
- Svante Lundkvist, s (statsråd 4–8/10 1976)
- Olle Svensson, s
  - Holger Bergman, s (ersättare 4–7/10 1976)
  - Maj-Lis Lööw, s (ersättare 4–7/10 1976)

#### 1979/80–1981/82
- Göran Allmér, m
- Per Westerberg, m
- Larz Johansson, c
- Tage Sundkvist, c
  - Bibi Rosengren, c (ersättare 16/11–18/12 1981)
  - Bibi Rosengren, c (ersättare 4/5–10/6 1981)
- Bernt Ekinge, fp
  - Susann Torgerson, fp (ersättare för Bernt Ekinge 26/10–27/11 1981)
- Bengt Gustavsson, s (1/10 1979–31/3 1980)
  - Holger Bergman, s (1/4 1980–1981/82)
- Svante Lundkvist, s
- Maj-Lis Lööw, s
- Anita Persson, s
- Göran Persson, s
- Olle Svensson, s

#### 1982/83–1984/85
- Göran Allmér, m
- Per Westerberg, m
- Larz Johansson, c
- Tage Sundkvist, c
- Kjell Johansson, fp
- Holger Bergman, s (1982/83–1/6 1985)
  - Marita Bengtsson, s (5–20/6 1985)
- Svante Lundkvist, s (statsråd 8/10 1982–1984/85)
  - Lars Andersson, s (ersättare för Svante Lundkvist 8/10 1982–20/1 1985)
    - Nina Jarlbäck, s (ersättare för Svante Lundkvist 24/1 1982–11/6 1985)
- Maj-Lis Lööw, s
- Anita Persson, s
- Göran Persson, s (1982/83–17/1 1985)
  - Lars Andersson, s (21/1–20/6 1985)
- Olle Svensson, s
  - Marita Bengtsson, s (ersättare 24/1–4/4 1983)
  - Marita Bengtsson, s (ersättare 17/10–18/11 1983)
  - Marita Bengtsson, s (ersättare 26/3–31/5 1984)
  - Marita Bengtsson, s (ersättare 4/10–4/6 1985)

#### 1985/86–1987/88
- Göran Allmér, m
- Per Westerberg, m
  - Björn von der Esch, m (ersättare 30/1–28/2 1986)
- Larz Johansson, c
- Kjell Johansson, fp
- Marita Bengtsson, s
- Svante Lundkvist, s (1985/86–7/10 1986; statsråd under samma period)
  - Reynoldh Furustrand, s (ersättare för Svante Lundkvist 1985/86)
  - Reynoldh Furustrand, s (8/10 1986–1987/88)
- Maj-Lis Lööw, s
- Anita Persson, s
- Olle Svensson, s

#### 1988/89–1990/91
- Göran Allmér, m
- Per Westerberg, m
- Larz Johansson, c
- Kjell Johansson, fp
- Marita Bengtsson, s (3/10 1988–5/3 1989)
  - Alf Egnerfors, s (6/3 1989–1990/91)
- Reynoldh Furustrand, s
- Maj-Lis Lööw, s (statsråd 30/1 1989–1990/91)
  - Alf Egnerfors, s (ersättare för Maj-Lis Lööw 30/1–5/3 1989)
    - Maria Hed, s (ersättare för Maj-Lis Lööw 6/3 1989–1990/91)
- Anita Persson, s
- Olle Svensson, s

#### 1991/92–1993/94
- Henrik Landerholm, m
- Per Westerberg, m (statsråd 4/10 1991–1993/94)
  - Björn von der Esch, m (ersättare för Per Westerberg 5/10 1991–1993/94)
- Larz Johansson, c (1991/92–11/5 1993)
  - Ingrid Skeppstedt, c (12/5 1993–1993/94)
- Liisa Rulander, kds
- Kjell Johansson, fp
  - Conny Sandholm, fp (ersättare för Kjell Johansson 9/2–9/3 1992)
- Anne Sörensen (från 1992 Anne Rhenman), nyd 1991/92–6/10 1993, – 7/10 1993–21/6 1994
  - Simon Liliedahl, nyd (ersättare för Anne Rhenman 23/11 1992–3/5 1993)
- Alf Egnerfors, s
- Reynoldh Furustrand, s
- Maj-Lis Lööw, s (statsråd 30/9–4/10 1991)
  - Maria Hed, s (ersättare för Maj-Lis Lööw 30/9–4/10 1991)
- Anita Persson, s
- Göran Persson, s (statsråd 30/9–4/10 1991)
  - Michael Hagberg, s (ersättare för Göran Persson 30/9–4/10 1991)

#### 1994/95–1997/98
- Henrik Landerholm, m
- Per Westerberg, m (statsråd 3–7/10 1994)
  - Margareta Wallin-Johansson, m (ersättare för Per Westerberg 3–7/10 1994)
- Ingrid Skeppstedt, c
- Conny Sandholm, fp (1994/95–22/2 1996)
  - Siri Dannaeus, fp (26/2 1996–1997/98)
- Elisa Abascal Reyes, mp
- Reynoldh Furustrand, s (ledig för uppdrag som Europaparlamentariker 10/1–9/10 1995)
  - Lars G. Linder (ersättare 10/1–9/10 1995)
- Michael Hagberg, s
- Maj-Lis Lööw, s (1994/95–9/10 1995, ledig för uppdrag som Europaparlamentariker 10/1–9/10 1995)
  - Laila Bjurling, s (stadsrådsersättare för Göran Persson 8/10 1994–9/10 1995, ordinarie ledamot från 10/10 1995)
- Anita Persson, s
- Göran Persson, s (statsråd 7/10 1994–21/3 1996; statsminister 22/3 1996–1997/98)
  - Elisebeht Markström, s (ersättare för Maj-Lis Lööw 10/1–9/10 1995, statsrådsersättare från 10/10 1995)
- Charlotta L. Bjälkebring, v

#### 1998/99–2001/02
- Björn von der Esch, kd[3]
- Henrik Landerholm, m[3]
- Per Westerberg, m[3]
- Birger Schlaug, mp[3]
- Laila Bjurling, s[3]
- Reynoldh Furustrand, s[3]
- Michael Hagberg, s[3]
- Anna Lindh, s[3] (statsråd)
  - Anders Berglöv, s (ersättare för Anna Lindh)
- Elisebeht Markström, s[3]
- Charlotta L. Bjälkebring, v[3]

#### 2002/03–2005/06
- Roger Karlsson, c[4]
- Liselott Hagberg, fp[4]
- Björn von der Esch, kd[4]
- Per Westerberg, m[4]
- Maria Wetterstrand, mp[4]
- Laila Bjurling, s[4]
- Reynoldh Furustrand, s[4]
- Michael Hagberg, s[4]
- Anna Lindh, s[4] (30/9 2002–11/9 2003; statsråd under samma period)
  - Fredrik Olovsson, s (ersättare för Anna Lindh 30/9 2002–11/9 2003, därefter ledamot)
- Elisebeht Markström, s[4]
- Elina Linna, v[4]

#### 2006/07–2009/10
- Roger Tiefensee, c[5]
- Liselott Hagberg, fp[5]
- Kjell Eldensjö, kd[5]
- Walburga Habsburg Douglas, m[5]
- Per Westerberg, m[5] (talman under mandatperioden)
  - Peder Wachtmeister, m (talmansersättare för Per Westerberg)
- Gunvor G. Ericson, mp[5]
- Laila Bjurling, s[5]
- Michael Hagberg, s[5]
- Elisebeht Markström, s[5]
- Fredrik Olovsson, s[5]
- Göran Persson, s[5] (2/10 2006–30/4 2007; statsminister 2–6/10 2006)
  - Caroline Helmersson Olsson, s (ersättare för Göran Persson 2–6/10 2006)
  - Caroline Helmersson Olsson, s (1/5 2007–2009/10)
- Elina Linna, v[5]

#### 2010/11–2013/14
- Roger Tiefensee, C[6]
- Liselott Hagberg, FP[6] (2010/11–30/9 2012)
  - Stefan Käll, FP (1/10 2012–2013/14)
- Lotta Finstorp, M[6]
- Walburga Habsburg Douglas, M[6]
- Per Westerberg, M[6] (talman under mandatperioden)
  - Erik Bengtzboe, M (ersättare för Per Westerberg 4/10 2010–20/1 2011)
- Gunvor G. Ericson, MP[6]
- Hans Ekström, S[6]
- Caroline Helmersson Olsson, S[6]
- Sara Karlsson, S[6]
- Fredrik Olovsson, S[6]
- Carina Herrstedt, SD[6]

#### 2014/15–2017/18
- Lotta Finstorp, M[7]
- Ulf Kristersson, M[7] (statsråd 29/9–3/10 2014)
  - Erik Bengtzboe, M (ersättare för Ulf Kristersson 29/9–3/10 2014)
- Per Westerberg, M[7] (29/9–30/12 2014)
  - Erik Bengtzboe, M (från 31/12 2014)
- Marco Venegas, MP[7]
- Hans Ekström, S[7]
- Caroline Helmersson Olsson, S[7]
- Sara Karlsson, S[7]
- Fredrik Olovsson, S[7]
- Olle Felten, SD[7]
- Oscar Sjöstedt, SD[7]
- Lotta Johnsson Fornarve, V[7]

#### 2018/19–2021/22
- Martina Johansson, C[8]
- Pia Steensland, KD[8]
- Erik Bengtzboe, M[8] (24/9 2018–25/4 2019)
  - Jari Puustinen, M (26/4–1/5 2019)
    - Ann-Sofie Lifvenhage, M (från 2/5 2019)
- Lotta Finstorp, M[8] (2018/19–31/1 2021)
  - Magnus Stuart, M (från 1/2 2021)
- Hans Ekström, S[8]
- Caroline Helmersson Olsson, S[8]
- Fredrik Olovsson, S[8]
  - Inge Ståhlgren, S (ersättare för Fredrik Olovsson 2/10 2020–8/9 2021)
- Adam Marttinen, SD[8]
- Roger Richthoff, SD[8]
- Lotta Johnsson Fornarve, V[8]

#### 2022/23–2025/26
- Martina Johansson, C[9]
- Ulf Kristersson, M[9]
- Ann-Sofie Lifvenhage, M[9]
- Linus Lakso, MP[9]
- Sofia Amloh, S[9]
- Hans Ekström, S[9]
- Caroline Helmersson Olsson, S[9]
- Fredrik Olovsson, S[9]
- Mattias Eriksson Falk, SD[9]
- Adam Marttinen, SD[9]
- Lotta Johnsson Fornarve, V[9]

## Tvåkammarriksdagen

### Ledamöter i första kammaren
Södermanlands län var en egen valkrets vid valen till första kammaren 1866–1919. Från början var antalet mandat fyra, men från och med 1888 steg antalet till fem. Från valet 1921 och framåt ingick länet i stället i Södermanlands läns och Västmanlands läns valkrets.

#### 1867–1911 (successivt förnyade mandat)
- Henning Hamilton, kons 1867 (1867–30/3 1881)
  - Carl Fredrik Wachtmeister (1882–1889)
    - Adolf Helander (1890–1898)
      - Albert Sjöholm, prot 1899–1909, fh 1910–1911 (1899–1911)

- Gustaf Lagerbjelke (1867–1894)
  - Fredrik Wachtmeister, prot 1895–1909, fh 1910–1911 (1895–1911)

- Henrik Palmstierna (1867–1868)
  - Axel Mörner (1869–1880)
    - Henrik Palmstierna (1881–27/4 1885)
      - Gustaf Victor Schotte, prot 1888 (1886–15/4 1888)
        - Sten Leijonhufvud, prot (1889–1894)
          - Erik Hallgren (1895–1899)
            - August Tamm, min (1900–30/1 1905)
              - Edvard Bohnstedt, prot 1905–1909, fh 1910–1911 (8/3 1905–1911)

- Jacob Wilhelm Sprengtporten, kons 1867 (1867–1874)
  - Claes Magnus Lewenhaupt (1875–1/4 1882)
    - Edward Sederholm, prot 1888–1902 (1883–1902)
      - Fredrik von Rosen, mod 1905–1911 (1903–1911)

- Filip Boström, prot 1888–1904, mod 1905–1906 samt 1908 (första riksmötet 1887–1908)
  - Ernst Lindblad, prot 1909, fh 1910–1911 (1909–1911)

#### 1912
- Ernst Lindblad, n
- Fredrik Wachtmeister, n
- Oskar Eklund, lib s
- Gösta Tamm, lib s
- Anders Lindblad, s

#### 1913–1918
- Ernst Lindblad, n
- Fredrik Wachtmeister, n (1913–17/11 1916)
  - August Stålberg, n (9/12 1916–1918)
- Oskar Eklund, lib s
- Gösta Tamm, lib s (1913–första riksmötet 1914)
  - Gustaf Österberg, lib s (andra riksmötet 1914–1918)
- Anders Lindblad, s

#### Lagtima riksdagen 1919
- Ernst Lindblad, n
- August Stålberg, n
- Malcolm Juhlin, lib s
- Carl Svensson, s
- Assar Åkerman, s

#### Urtima riksdagen 1919–1921
- Gustaf Sederholm, n
- Malcolm Juhlin, lib s (1919–1920)
  - Oskar Strutz, lib s (1921)
- Axel Modig, lib s
- Carl Svensson, s
- Assar Åkerman, s

### Ledamöter i andra kammaren
Vid val till andra kammaren var landsbygden från och med valet 1866 uppdelad i fyra valkretsar: Jönåkers, Rönö och Hölebo häraders valkrets, Oppunda och Villåttinge häraders valkrets, Väster- och Öster-Rekarne häraders valkrets samt Selebo, Åkers och Daga häraders valkrets. Inför valet 1881 ändrades valkretsindelningen på landsbygden till fem valkretsar: Jönåkers härads valkrets, Rönö, Hölebo och Daga häraders valkrets, Oppunda härads valkrets, Villåttinge härads valkrets samt Livgedingets domsagas valkrets (Väster- och Öster-Rekarne, Åkers och Selebo häraders valkrets). Från och med valet 1887 delades Livgedinget i två nya valkretsar: Väster- och Öster-Rekarne häraders valkrets samt Åkers och Selebo häraders valkrets. Denna valkretsindelning bestod till och med valet 1909.
Städerna i länet var fram till valet 1909 indelade i två valkretsar i skiftande kombination. I valen från 1866 till 1875 var städerna fördelade på Eskilstuna och Strängnäs valkrets samt Nyköpings, Torshälla, Mariefreds och Trosa valkrets. Vid valet 1878 ändrades valkretsarna till Eskilstuna och Torshälla valkrets samt Nyköpings, Strängnäs, Mariefreds och Trosa valkrets, och vid höstvalet 1887 justerades indelningen på nytt till Eskilstuna och Strängnäs valkrets samt Nyköpings, Torshälla, Mariefreds, Trosa och Enköpings valkrets. Från och med valet 1897 gällde indelningen Eskilstuna stads valkrets samt Nyköpings, Torshälla, Strängnäs, Mariefreds och Trosa valkrets.
Vid andrakammarvalet 1911 slogs länets landsbygd och städer ihop i två valkretsar: Södermanlands läns norra valkrets och Södermanlands läns södra valkrets. Från och med valet 1921 var hela Södermanlands län förenat till en enda valkrets vid val till andra kammaren.

#### 1922–1924
- Erik Laurén, lmb
- Gustaf Olsson, lib s 1922–1923, fris 1924
- Elisabeth Tamm, lib s 1922–1923, frisinnad vilde 1924
- Karl Andersson, s
- Johan Bärg, s (1922–1923)
  - Erik Lundbom, s (1924)
- Carl Johansson, s
- Conrad Jonsson, s

#### 1925–1928
- Erik Laurén, lmb
- Gustaf Olsson, fris
- August Schill, fris
- Karl Andersson, s
- Carl Johansson, s
- Conrad Jonsson, s
- Bror Lundkvist, s

#### 1929–1932
- Erik Laurén, lmb
- Harald Andersson, bf
- Gustaf Olsson, fris
- Karl Andersson, s (1929–2/6 1932)
- Carl Johansson, s
- Conrad Jonsson, s
- Bror Lundkvist, s (1929–11/2 1931)
  - Erik Lundbom, s (4/3 1931–1932)

#### 1933–1936
- Erik Laurén, lmb 1933–1934, h 1935–1936
- Harald Andersson, bf
- Gustaf Olsson, fris 1933–1934, fp 1935–1936
- Carl Johansson, s
- Knut Johansson, s
- Conrad Jonsson, s
- Erik Lundbom, s

#### 1937–1940
- Stig Janson, h
- Harald Andersson, bf
- Johan Nilson, fp
- Carl Johansson, s
- Conrad Jonsson, s
- Gustaf Larsson, s
- Erik Lundbom, s

#### 1941–1944
- Stig Janson, h
- Johan Nilson, fp
- Gustaf Andersson, s
- Conrad Jonsson, s (1941–9/12 1943)
  - Victor Larsson, s (1944)
- Gustaf Larsson, s
- Erik Lundbom, s
- Ellen Svedberg, s

#### 1945–1948
- Stig Janson, h  (1945–1946)
  - Greta Möller, h  (1947–1948)
- Harald Andersson, bf
- Johan Nilson, fp (1945–3/11 1946)
  - Gustaf Friberg, fp (23/11 1946–1948)
- Gustaf Andersson, s (1945–28/6 1948)
  - Victor Larsson, s (28/6–31/12 1948)
- Gustaf Larsson, s
- Erik Lundbom, s
- Ellen Svedberg, s

#### 1949–1952
- Harald Andersson, bf
- Sven Wedén, fp
- Karl-Gustaf Wirtén, fp
- Ragnar Ekström, s
- Gustaf Larsson, s
- Ossian Sehlstedt, s
- Ellen Svedberg, s

#### 1953–1956
- Harald Andersson, bf
- Karl Kilsmo, fp
- Sven Wedén, fp
- Ragnar Ekström, s
- Gustaf Larsson, s
- Ossian Sehlstedt, s
- Ellen Svedberg, s

#### 1957–vårsessionen 1958
- Carl-Eric Hedin, h
- Karl Kilsmo, fp
- Sven Wedén, fp
- Ragnar Ekström, s
- Gustaf Larsson, s
- Ossian Sehlstedt, s
- Ellen Svedberg, s

#### Höstsessionen 1958–1960
- Carl-Eric Hedin, h
- Emil Elmvall, c
- Sven Wedén, fp
- Ragnar Ekström, s
- Gustaf Larsson, s
- Ossian Sehlstedt, s
- Ellen Svedberg, s (1958)
  - Svante Lundkvist, s (1959–1960)

#### 1961–1964
- Carl-Eric Hedin, h
- Emil Elmvall, c
- Sven Wedén, fp
- Rosa Andersson, s
- Harry Berg, s
- Ragnar Ekström, s
- Svante Lundkvist, s

#### 1965–1968
- Carl-Eric Hedin, h
- Emil Elmvall, c (1/1–7/11 1965)
  - Tage Sundkvist, c (18/11 1965–1968)
- Sven Wedén, fp
- Rosa Andersson, s (1965–1967)
  - Ingrid Ludvigsson, s (1968)
- Harry Berg, s (1965–12/12 1967)
  - Sven Zetterström, s (1968)
- Ragnar Ekström, s
- Svante Lundkvist, s

#### 1969–1970
- Carl-Eric Hedin, m
- Tage Sundkvist, c
- Sven Wedén, fp
- Ingrid Ludvigsson, s
- Svante Lundkvist, s
- Olle Svensson, s
- Sven Zetterström, s